# De Fortuyn

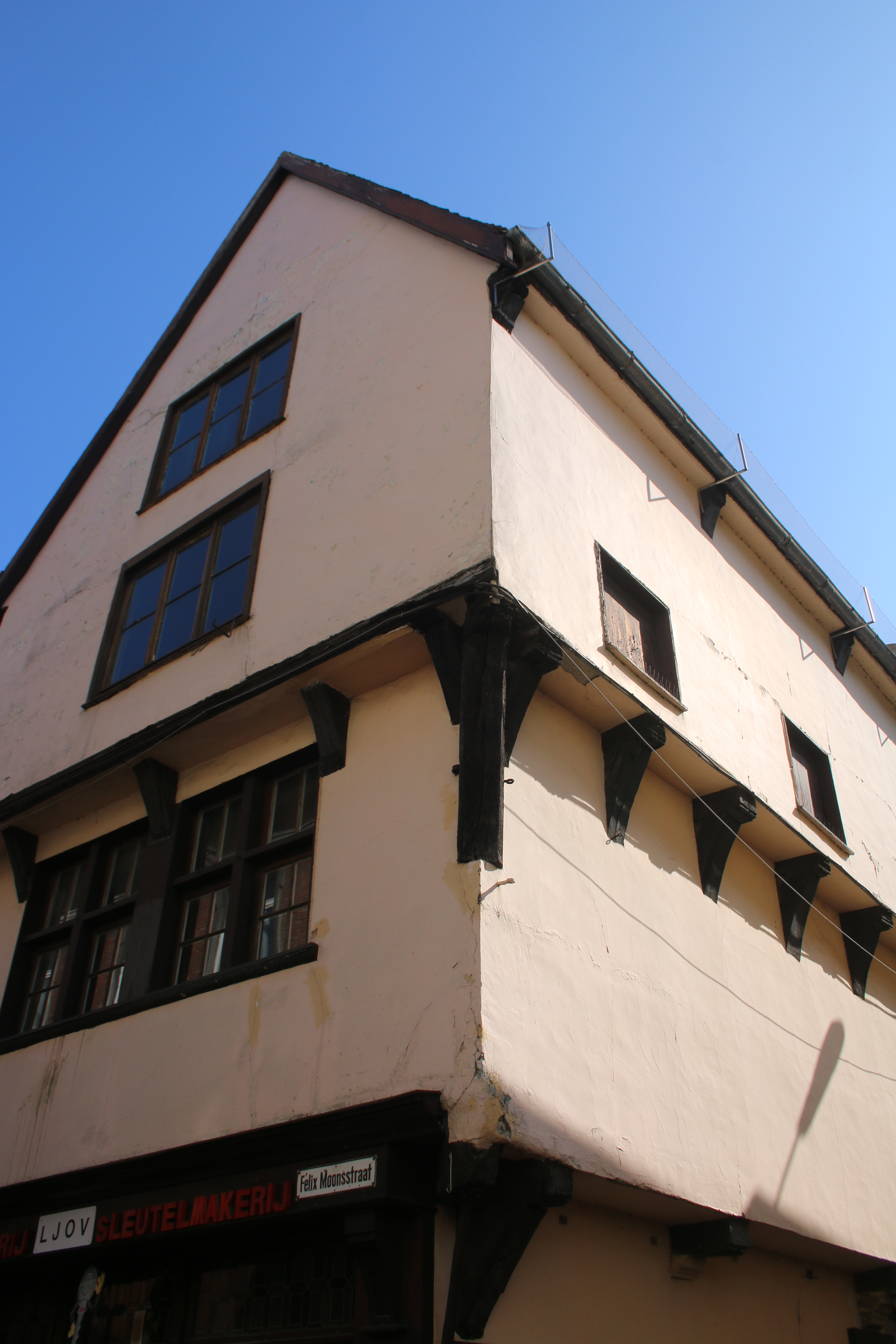

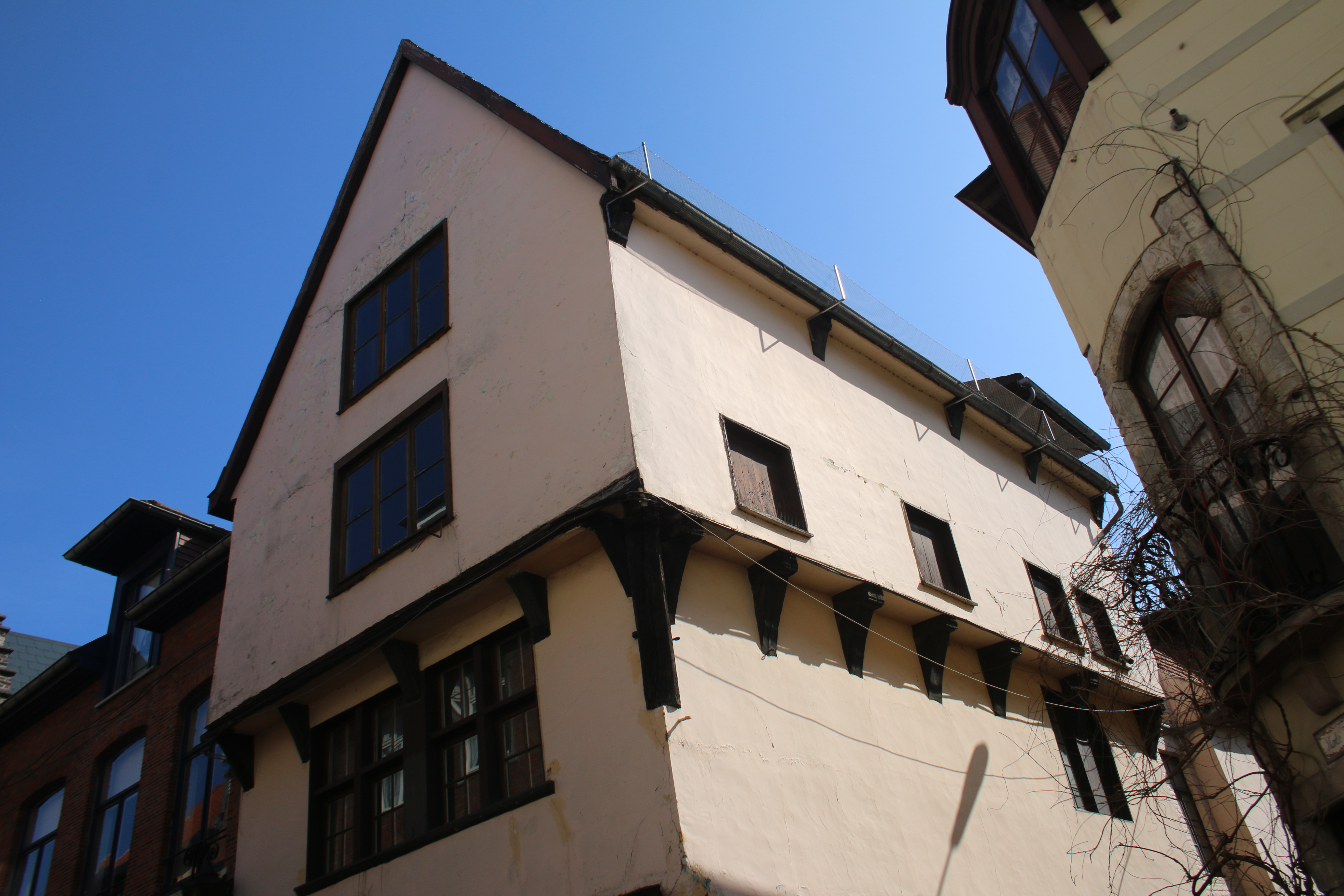

De Fortuyn (ook De Fontyn genoemd) is een laatmiddeleeuwse hoekwoning uit de vijftiende en zestiende eeuw aan de Felix Moonsstraat in het Belgische Diest. Het hoekhuis in hout- en leembouw (vakwerkbouw) dateert uit de vijftiende en zestiende eeuw. Eind zestiende eeuw bewoonde burgemeester Adriaan van den Hove met zijn gezin dit huis. Op de benedenverdieping staan twee uitkragende verdiepingen, die op geprofileerde kraagstukken van hout steunen. In 1913 werd van de gelijkvloerse verdieping een winkel gemaakt. In de jaren zeventig werd het pand volledig gerestaureerd. Sinds 1943 is het als monument beschermd.